# Rathaus Nüdlingen

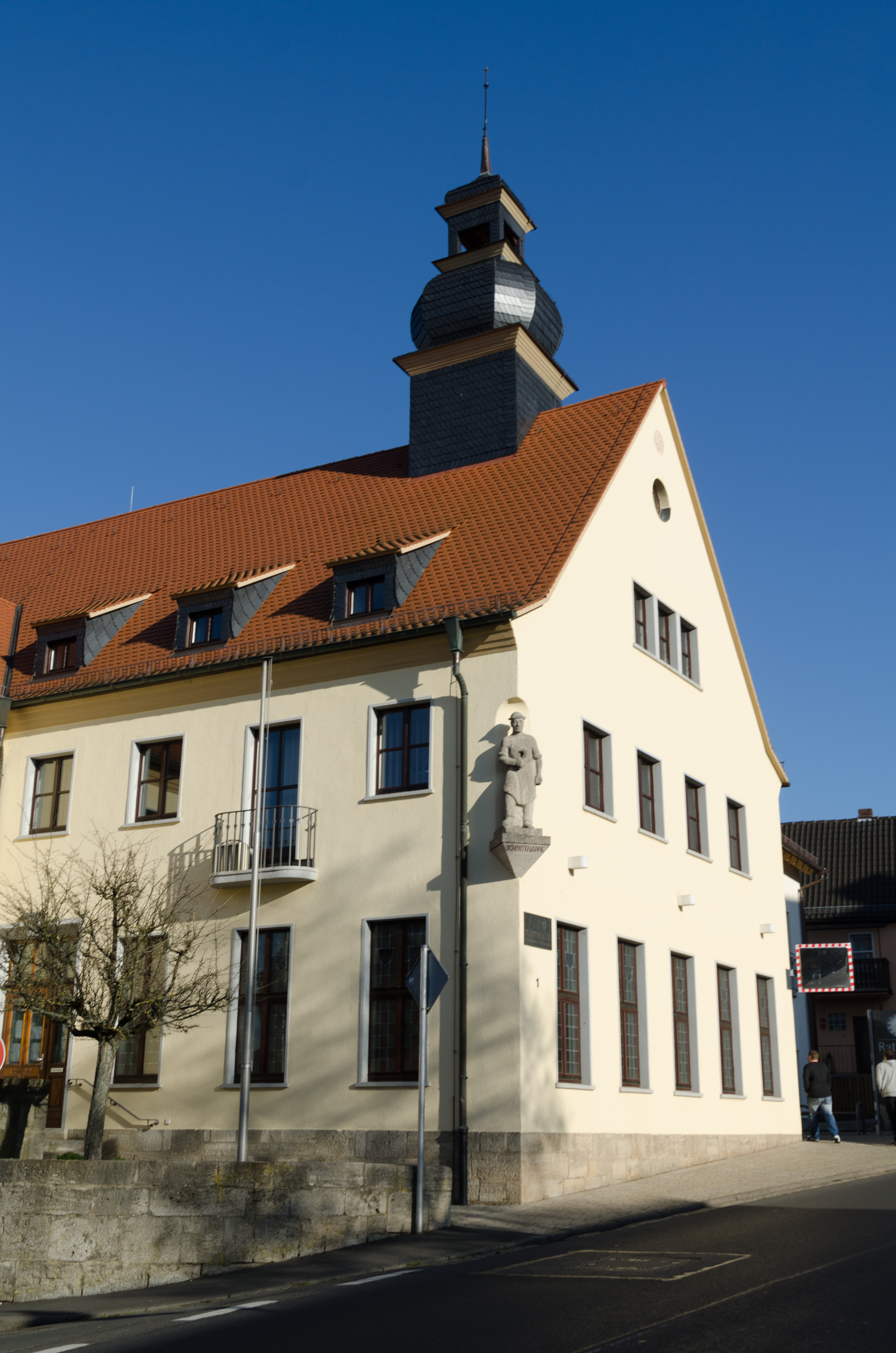
Das Rathaus Nüdlingen

Das Rathaus Nüdlingen befindet sich in der Gemeinde Nüdlingen im Landkreises Bad Kissingen (Unterfranken, Bayern). Es gehört zu den Baudenkmälern in Nüdlingen und ist unter der Nummer D-6-72-136-40 in der Bayerischen Denkmalliste registriert.

## Geschichte

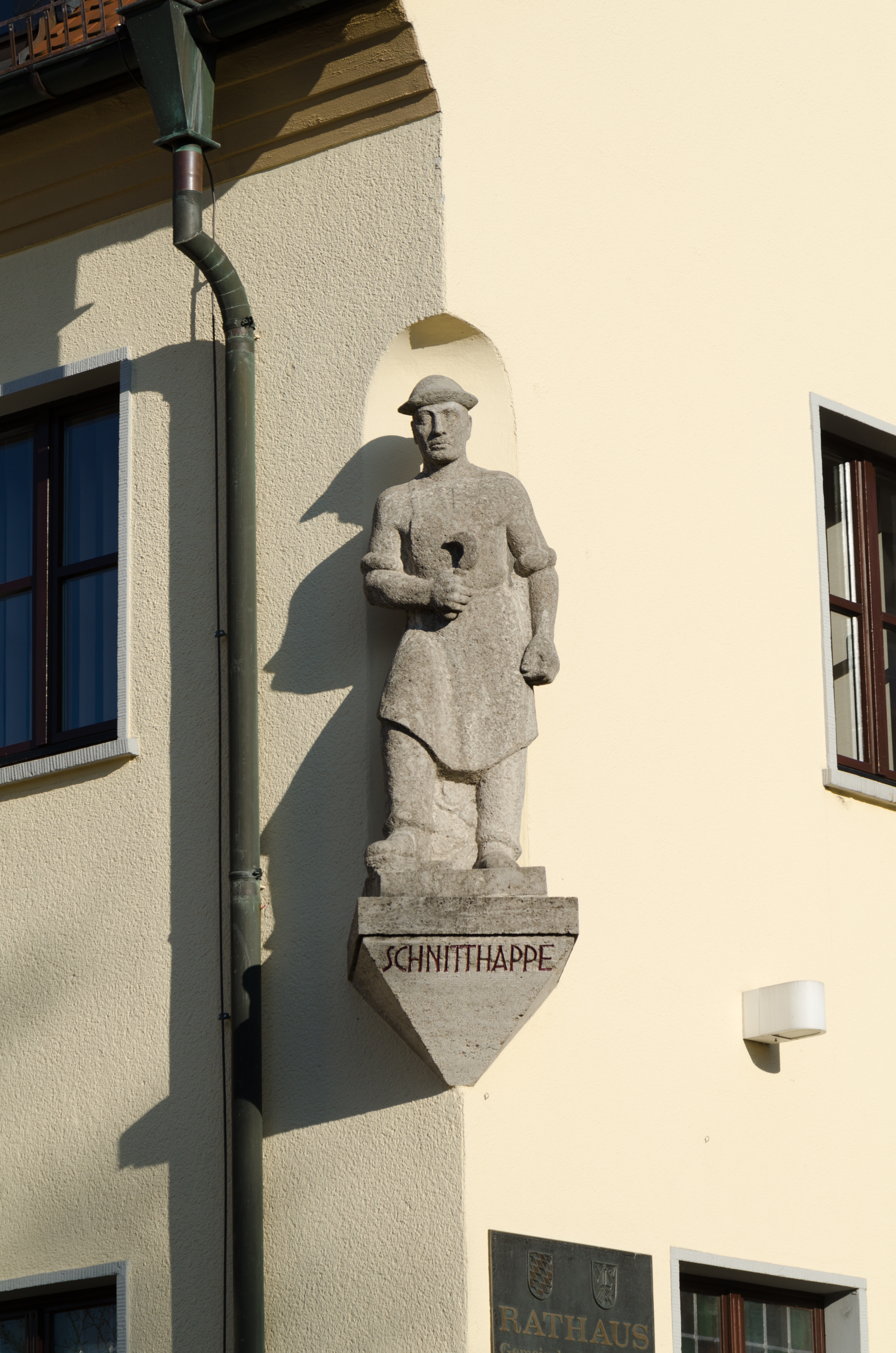
Figur des Schnittheppers an der Südwestecke des Rathauses

Bei dem Rathaus von Nüdlingen handelt es sich um einen zweigeschossigen Satteldachbau mit südlichem Dachreiter und westlichem Anbau. Der Kuppeldachreiter auf dem Dach des Rathauses erinnert an ein Barocktürmchen. Das in Formen des Heimatstils errichtete Rathaus ist an der Gebäudefassade mit der Figur eines Schnittheppers versehen. Es befindet sich in der Ortsmitte an der B 287.
Am Standort des heutigen Nüdlinger Rathauses befand sich vorher ein Bauernhaus, das gemeinsam mit dem östlich angrenzenden Anwesen dem Nüdlinger Bauern Johann Beck, genannt Sutzabeck, und seinem Schwiegersohn Thomas Schmitt gehörte. Im Jahr 1882 wurde es für 4700 Mark von der Gemeinde Nüdlingen aufgekauft. Das als Gemeindehaus dienende Anwesen verunstaltete laut Protokoll vom 14. Dezember 1935 das Ortsbild, behinderte den Verkehr, war mehr als baufällig und wurde vom drei Arbeiterfamilien mit ihren Kindern bewohnt. Seit dem Jahr 1917 beherbergte es auch den gemeindlichen Bullenstall. Die Gemeindekanzlei befand sich zu den 1930er Jahren in einem Raum an der Ostseite des Schulturmes, dem heutigen Fachwerkbau. Die Gemeinderatssitzungen wurden jedoch meistens in der ehemaligen Dorfherberge, der Gastwirtschaft „Schenk“, abgehalten. Bedingt durch die ständig wachsenden Einwohnerzahlen und die steigenden gemeindlichen Aufgaben beschloss der Gemeinderat unter Bürgermeister Gottfried Schäfer einen Rathausneubau. Der Bad Kissinger Architekt A. Probst wurde mit der Fertigung der Pläne sowie der Bauleitung beauftragt. Mit den Bauarbeiten wurden Nüdlinger Firmen betraut. So wurden die Maurerarbeiten von Maurermeister Franz Bömmel durchgeführt, für die Zimmerarbeiten war Zimmermeister Josef Müller zuständig, während Dachdeckermeister Franz Wirth mit den Dachdeckerarbeiten sowie Steinmetz Iganz Koch mit den Steinhauerarbeiten betraut wurde.
Die Steinfigur an der Südwestecke des Rathauses wurde von Bildhauer Metz aus Bad Kissingen geschaffen. Sie stellt einen Schnitthepper dar und repräsentiert den „Schnitthepper“ als früher üblichen Spitznamen für die Einwohner von Nüdlingen, da diese die Heppe unter Umständen nicht nur zum Schneiden verwendeten.
Der Kuppeldachreiter auf dem Dach des Rathauses sollte ursprünglich mit einer Turmuhr ausgestattet werden. Im Dachgeschoss des Gebäudes befindet sich die Wohnung des Hausmeisters, in den übrigen Räumen des Rathauses die Gemeindeverwaltung. Der im Erdgeschoss befindliche größte Raum der Gemeindeverwaltung dient dem Gemeinderat als Sitzungssaal. Im Kellergeschoss des Rathauses befand sich ein Bad für die Bevölkerung, das nach dem Zweiten Weltkrieg aber nicht mehr gebraucht wurde, da nun fast jedes Privathaus mit einem eigenen Bad ausgestattet war.